# Resolució 969 del Consell de Seguretat de les Nacions Unides
La Resolució 969 del Consell de Seguretat de les Nacions Unides fou adoptada per unanimitat el 21 de desembre de 1994. Després de recordar les resolucions 186 (1964), 831 (1993) i 889 (1993), el Consell exprés seva preocupació per la falta de progrés en la disputa política a Xipre i va prorrogar el mandat de la Força de les Nacions Unides pel Manteniment de la Pau a Xipre (UNFICYP) fins al 30 de juny de 1995.
Revisant l'informe del Secretari General Boutros Boutros-Ghali, el Consell va cridar a les autoritats militars de les dues parts per assegurar que no es produeixin incidents al llarg de la Línia Verda i a cooperar amb la UNFICYP, especialment pel que fa a l'ampliació de l'acord de 1989 per cobrir tots els àmbits de la zona d'amortiment. Es va demanar al Secretari General que seguís examinant l'estructura i la força de la Força de Manteniment de la Pau amb vista a reestructurar-la si fos necessari.
Es va instar a totes les parts implicades a comprometre's a una reducció de les tropes estrangeres a Xipre i a reduir les despeses de defensa, com un primer pas cap a la retirada de les forces no xipriotes proposada en el "Conjunt d'idees". La resolució també va demanar a les parts que, de conformitat amb la Resolució 839 (1993), entressin en discussions amb la finalitat de prohibir la munició real i disparar armes dins de la zona de la Línia Verda. Es va instar als líders de Xipre i Xipre del Nord a promoure la tolerància i la reconciliació entre les dues comunitats, donant la benvinguda als esforços del secretari general en mantenir el contacte amb els dos líders.
Es va demanar al Secretari General que informés al Consell abans del 15 de juny de 1995 sobre els esdeveniments a l'illa.